# Тадж ад-Дин Иль-Арслан
Тадж ад-Дин Иль-Арслан (перс. تاج الدین ابوالفتح ایل ارسلان بن اتسز‎, полное имя — Тадж ад-Дунийа ва-д-Дин Абу-л-Фатх Иль Арслан ибн Атсыз; ум. 7 марта 1172) - хорезмшах, сын хорезмшаха Ала ад-Дина Атсыза из династии Ануштегенидов.  Правил с 1156 по 1172 годы. Прозвище Иль Арслан, в переводе с тюркского означает - лев народа.
В 1152 году Иль-Арслан стал правителем города Дженда, завоёванного его отцом в низовьях Сырдарьи. В 1156 году, после смерти шаха Атсыза, Иль-Арслан вступил на престол Хорезма. Как и отец, он не платил дань сельджукскому султану Санджару и каракитаям. Всего через несколько месяцев после прихода Иль-Арслана к власти, в 1157 году, Санджар умер, что позволило Хорезму полностью освободиться от сельджукского влияния.
В 1160-х годах Иль-Арслан присоединил к владениям Хорезма Дехистан с окрестностями. Ему удалось подчинить несколько городов Хорасана, он пытался подчинить себе часть городов Иракского султаната, Мавераннахра. В 1172 году он успешно отразил поход каракитаев на Хорезм. Вскоре после этого Иль-Арслан умер, а его сыновья Ала ад-Дин Текеш и Джелал ад-Дин Султан-шах начали борьбу за престол.